# The Legend of Spyro: Dawn of the Dragon
The Legend of Spyro: Dawn of the Dragon (с англ. — «Легенда о Спайро: Рождение дракона») — третья и финальная игра в трилогии Легенды о Спайро, а также 10-я игра среди всей серии о Спайро.
Официальный релиз состоялся 21 октября 2008 года для PlayStation 3, Xbox 360, Nintendo DS, Wii и PlayStation 2 для Северной Америки, Австралии и Европы.
Несмотря на то, что Krome Studios разработали две предшествующие игры, эту игру разрабатывали Étranges Libellules, в то время как The Mighty Troglodytes разработали версию для мобильных телефонов. Обе версии были изданы Sierra Entertainment. Версия для Nintendo DS разработана Tantalus Media.

## Сюжет
Подросшие Спайро и Синдер, заключённые в кристалл в Колодце душ, наконец освобождены, но не друзьями, а врагами: Мальфор (Тёмный Мастер) приказал убить молодых драконов. На друзей тут же надели тёмные оковы, которые не позволяли им отойти далеко друг от друга и от места их заключения. Но Спайро и Огара с лёгкостью отбивают атаки всех гроблинов, и тогда на них нападёт Голем (огромный лавовый монстр), от которого им удается спастись. Друзья убегают, и тут же их находят Искряк и Охотник (Спаркс и Хантер в оригинальной версии игры). Как выяснилось, драконы со Спарксом провели три года в кристалле. Мальфор захватил власть над многими территориями, и ведёт жестокую войну против Салютуса. Тогда Спайро и Огара решают остановить его любой ценой. Во время бегства драконы снова попадают на глаза голему. В ходе очередной стычки голем неудачно ударил по стене, и его кисть там застряла, которую Спайро и Огара уничтожили. В конце они, следуя за Охотником, убегают в долину Авалар.
По дороге их схватывают и отправляют в деревню Охотника. Её вождь заявляет, что потерял доверие к своему коллеге тем, что он встал на поддержку Огары, бывшей служительницы Тёмного мага. Но тут на деревню нападают гроблины. Спайро и Огару выпускают, и они вместе с охранниками деревни отбивают атаку. Обошлось без жертв, но враг успел спалить множество домов. Тут вождь вспоминает, что один из жителей, Поляничка, отправился в долину и не вернулся. Драконы летят на поиски и находят жильца в пещере со сломанной ногой. Они переправляют его домой на плоте. Вождь признал свою ошибку, увидев, что Спайро и Огара никому не хотят причинить зла. Охотник предлагает жителям деревни вооружиться и помочь главным героям. Те медлят с ответом («Мы над этим подумаем»). Они указывают путь к городу драконов, и Охотник, Искряк, двое драконов отправляются туда через туннель.
Они прибывают в город драконов наутро. Компания оказывается в самом центре событий: войска Тьмы наступают. В город попадает несколько снарядов, которые поджигают дома. Драконы вначале должны потушить пожар, а затем подняться на защитную стену и защитить катапульту, которой заведует профессор Кротсон (в ранних сериях он занимался разработкой машины времени), пока новобрибывшая армия во главе с Отшельником уничтожают пешие войска. Когда профессор разрушает механизм катапульты противника, в город пробирается голем, который восстановил себе повреждённую руку. Тут на помощь приходит правители города во главе с Салютусом. Они принимают его удары на себя, давая фору молодой паре его уничтожить.
Видя, что обычными войсками город не взять, Мальфор решает выпустить Разрушителя — огромного монстра. На этот раз отряд города решает напасть внезапно с восточной стороны так, чтобы никто не догадывался об отсутствии охраны у ворот. Но великан продвигается довольно быстро — чтобы задержать его, Спайро, Огара и Искряк открывают водоснабжение пригородной дамбы.
Для того, чтобы проникнуть к Огненным Землям, нужно пройти сквозь огонь. У молодых драконов нет сил преодолеть это препятствие. Тогда Салютус, защищая их собой, проносит сквозь пламенную стену, сам же исчезает в огне. Спайро думает, что он умер и гневается, используя тёмную магию. Огара утешает его.
Далее Спайро и Огара идут к горе Мальфора, а затем попадают в его логово. Там Тёмный маг насмехается над добротой и простодушием Спайро, затем снимает заклятия вечной привязанности к Огаре. Начинается ожесточённая битва, где Тёмный маг призывает Разрушителя. Он раскалывает мир на части, Мальфор уже говорит приблизительную дату. Тут логово обрушивается, и драконы летят вниз. Спайро теряет надежду на то, что вообще что-то может предпринять. Пара драконов пытаются одолеть Мальфора, используя все свои силы. Но тут появляется призрак Салютуса. Он убивает раненного Мальфора. Салютус говорит, что он окончательно не погиб («После того, как дракон умер, его душа ещё временно может существовать без тела, слившись с природой»). Но Салютус не в силах прекратить разрушение мира, и только Спайро может это сделать. Затем он покидает пропасть. Юный дракон использует все свои магические силы, чтобы восстановить мир. Ему это удаётся.
Через краткое время после событий к Летописцу приходит Салютус, восстановивший своё тело. Он хочет взять у него книгу со списком всех умерших драконов и прочитать, что там написано о Спайро. Он удивляется, не обнаруживши такой страницы. Он не видел молодого дракона с момента событий в вулкане, и не знает, где его найти. Тем временем Летописец говорит, что настала новая эпоха мира, так как Властелин Тьмы повержен. На его место должен быть выбран самый достойный дракон прошлой эры. Поэтому он передаёт свои полномочия Салютусу.
Летописец подаёт в отставку, и Салютус, приняв новый окрас, занимает свою новую должность. Он начинает искать, где может быть Спайро, чтобы передать ему свои поздравления. Впрочем, он даже не догадывается, что молодой дракон на данный момент летает вместе с Огарой на поляне около города.

## Отзывы
| Сводный рейтинг | Сводный рейтинг                                                       |
| Агрегатор       | Оценка                                                                |
| --------------- | --------------------------------------------------------------------- |
| GameRankings    | (Wii) 65,09 % (X360) 63,78 % (DS) 60,60 % (PS2) 59,00 % (PS3) 58,10 % |
| Metacritic      | (Wii) 64/100 (X360) 62/100 (PS3) 59/100 (DS) 57/100                   |

The Legend of Spyro: Dawn of the Dragon получила смешанные отзывы на всех платформах.